# Susanna White
Susanna White   (Regne Unit, 1960) és una directora de cinema i televisió britànica. Va guanyar un BAFTA pel seu treball a la sèrie de la BBC Bleak House. El 2006 també va dirigir per la BBC Jane Eyre, adaptació de la novel·la de Charlotte Brontë per la qual va ser nominada a un Emmy per la Direcció una minisèrie dramàtica.

## Biografia
Susanna White va estudiar producció de cinema i televisió a la Universitat de Califòrnia i va començar la seva carrera fent documentals, com ara The Gypsies Are Coming per a la BBC. El 1997 va dirigir el curt Bicycle Thieves i va tornar als documentals com Holby City (2001), entre d'altres. El 2005, va dirigir cinc episodis de la sèrie dramàtica de la BBC, Bleak House basada en la novel·la de Charles Dickens. La sèrie va rebre diverses nominacions i premis, inclòs el BAFTA a millor sèrie dramàtica. El 2006 White va rebre una nominació als Premis Emmy com a millor direcció de minisèrie dramàtica pel seu treball a Jane Eyre, protagonitzada per Ruth Wilson.
El 2007 va dirigir la sèrie Generation Kill d'HBO. El 2010 la pel·lícula familiar escrita i protagonitzada per Emma Thompson La mainadera màgica i el gran bum!. El 2012 va portar la direcció de la minisèrie Parade's End, drama romàntic que gira al voltant d'un triangle amorós entre un aristòcrata anglès conservador, la seva esposa i una jove sufragista, amb Benedict Cumberbatch i Rebecca Hall com a protagonistes. El 2016 va dirigir Our Kind of Traitor, un thriller d'espies adaptat d'una novel·la de John Le Carré i protagonitzat per Ewan McGregor, Naomie Harris i Damian Lewis.
El 2017 es va encarregar del drama biogràfic La dona que va davant, protagonitzat per Jessica Chastain, amb guió de Steven Knight, es basa en la història de l'artista i activista Caroline Weldon.

## Filmografia
Cinema
| Any  | Títol                              | Notes |
| 1997 | Bicycle Thieves                    | Curt  |
| 2010 | La mainadera màgica i el gran bum! |       |
| 2016 | Our Kind of Traitor                |       |
| 2017 | La dona que va davant              |       |

Televisió
| Any       | Títol                      | Notes                                                 |
| 1988      | Forty Minutes              | Documental. Episodi: "The Gypsies Are Coming"         |
| 1992      | Cutting Edge               | Documental. Episodi: "Comrades"                       |
| 1995-1996 | Modern Times               | Documental. Episodis: "Man Seeks Woman", "The Museum" |
| 1999      | Generations                | Serie documental                                      |
| 2001      | Holby City                 | 3 episodis                                            |
| 2002      | Attachments                | 4 episodis                                            |
| 2002-2003 | Teachers                   | 5 episodis                                            |
| 2003      | Love Again                 | telefilm                                              |
| 2004      | Lie with Me                | minisèrie                                             |
| 2005      | Mr. Harvey Lights a Candle | telefilm                                              |
| 2005      | Bleak House                | 5 episodis                                            |
| 2006      | Jane Eyre                  | 4 episodis                                            |
| 2007      | The Diary of a Nobody      | telefilm                                              |
| 2008      | Generation Kill            | 4 episodis                                            |
| 2011      | Boardwalk Empire           | Episodi: "A Dangerous Maid"                           |
| 2012      | Parade's End               | 5 episodis                                            |
| 2015      | Masters of Sex             | Episodi: "Party of Four"                              |
| 2016      | Billions                   | Episodi: "Where the F* Is Donnie?                     |
| 2018      | Trust                      | 2 episodis                                            |
| 2018-2019 | The Deuce                  | 2 episodis                                            |